# 金鰲勳
金鰲勳（1947年5月25日—2013年6月21日），臺灣著名電影導演，人稱「快手」導演，以《報告班長》系列軍教片電影聞名。

## 生平
出生於上海，到臺灣後就學於國立藝專（今國立臺灣藝術大學），1970年畢業。1972年進入中央電影公司，以副導演身份拍攝了《突破國際死亡線》、《英烈千秋》、《八百壯士》、《黃埔軍魂》等片。1987年拍攝《報告班長》系列電影，開啟臺灣長達13年之久的中華民國國軍軍教片熱潮。
2012年10月，發現罹患肺腺癌末期。2013年6月21日上午6點50分，因肺腺癌引發器官衰竭，病逝於臺北榮民總醫院，享壽66歲。金導演生前已經籌拍《報告班長7 勇往直前》，成了最大遺願。

## 作品

### 電影
| 年份 | 片名                  | 職務 |
| 1980 | 血濺冷鷹堡            | 導演 |
| 1982 | 動員令                | 導演 |
| 1982 | Z字特攻隊             | 導演 |
| 1982 | 七武士                | 導演 |
| 1982 | 血濺歸鄉路            | 導演 |
| 1983 | 最長的一夜            | 導演 |
| 1984 | 天天天亮              | 導演 |
| 1985 | 八番坑口的新娘        | 導演 |
| 1985 | 傻福星                | 導演 |
| 1987 | 起床號                | 導演 |
| 1987 | 報告班長              | 導演 |
| 1988 | 報告班長2             | 導演 |
| 1989 | 風雨操場              | 導演 |
| 1989 | 過河小卒              | 導演 |
| 1990 | 金馬大兵              | 導演 |
| 1990 | 又見操場              | 導演 |
| 1990 | 叛逆與愛              | 導演 |
| 1993 | 想飛之傲空神鷹        | 導演 |
| 1994 | 報告班長3             | 導演 |
| 1994 | 野店                  | 導演 |
| 1995 | 校園敢死隊            | 導演 |
| 1996 | 超級班長              | 導演 |
| 1997 | 報告班長5：女兵報到   | 總監 |
| 1998 | 超級天兵之機車班長    | 導演 |
| 2000 | 報告班長6：報告總司令 | 導演 |

### 電視
- 走過從前（華視，1988年）
- 大兵日記（華視，1990年）
- 華視劇展-小市民的天空系列：等待黎明（華視）
- 朋友好久不見（華視，1991年）
- 大地勇士（華視，1993年）
- 包青天（華視，1993年）
- 非常任務（台視，1997年）
- 移山倒海樊梨花（民視，2002年）
- 刁蠻公主（八大電視、中視，2006年）

## 獎項
- 1980年：以《血濺冷鷹堡》獲得教育部優良教育影片
- 1981年：以《動員令》獲得教育部優良教育影片
- 1999年：獲選導演協會民國87年度最佳導演